# Grzegorz Kiljanek
Grzegorz Kiljanek (ur. 9 sierpnia 1984 w Nowym Mieście nad Pilicą) – polski kajakarz górski, uczestnik Letnich Igrzysk Olimpijskich 2012.
Reprezentuje klub LKK Drzewica. Jego największymi sukcesami to 15. miejsce w Mistrzostwach Europy 2012, 5. miejsce w zawodach Pucharu Świata 2011 w Pradze oraz 2. miejsce w zawodach Pucharu Świata 2012 w Pau.

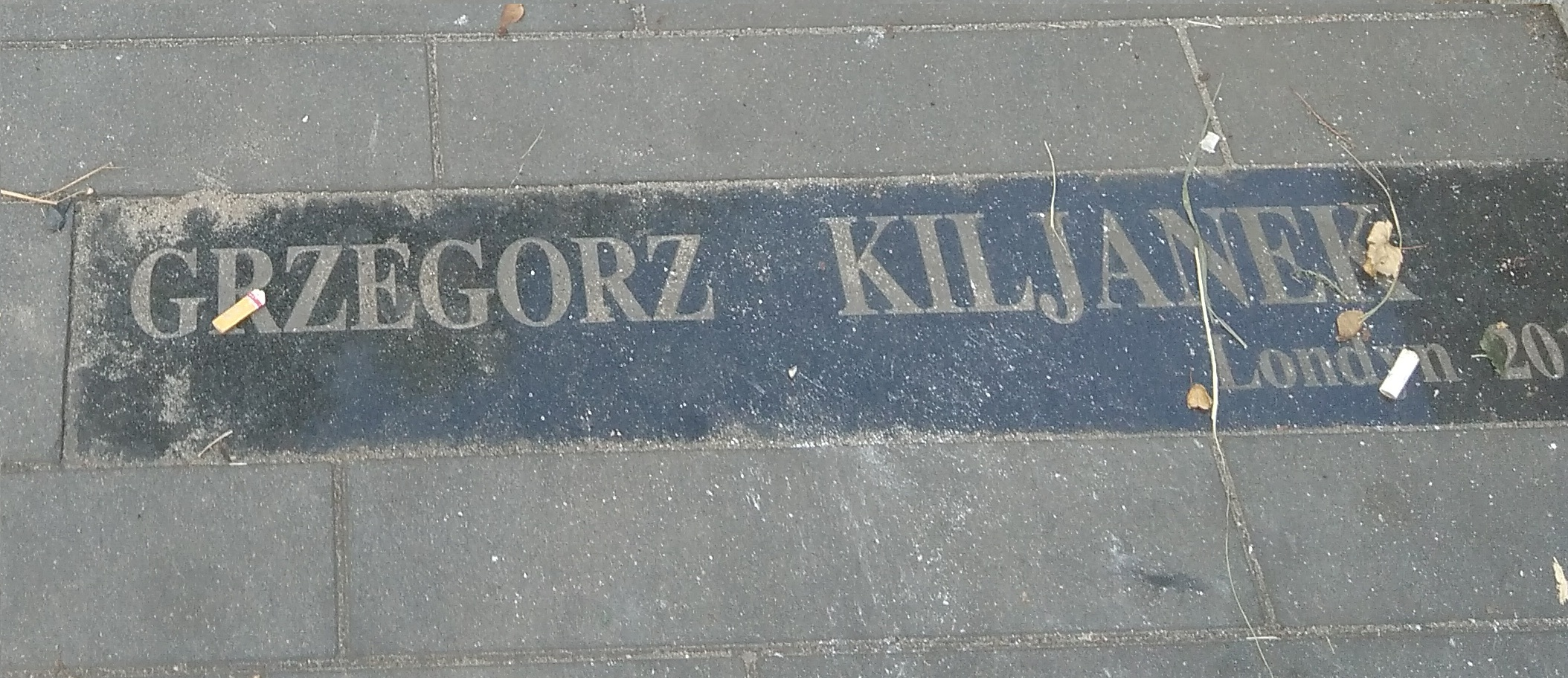
Tablica Grzegorza Kiljanka w Drzewicy

W 2018 r. tablica upamiętniająca osiągnięcia Grzegorza Kiljanka została wmurowana przy Skwerze im. Drzewickich Olimpijczyków w Drzewicy.